# Sa’ar-5-Klasse
Die Saʿar-5-Klasse (hebräisch סַעַר ‚Sturm‘) ist eine Schiffsklasse der israelischen Marine und besteht aus drei Korvetten: Der INS Eilat, der INS Lahav und der INS Hanit.

## Geschichte
Die drei Schiffe wurden von Ingalls Shipbuilding der Northrop Grumman Ship Systems in Pascagoula, Mississippi für die israelische Marine nach israelischen Vorgaben und Design gebaut.
Zwei weitere Schiffe der Saʿar-5-II-Klasse waren geplant und sollten ab 2009 zulaufen. Mit 2800 Tonnen Verdrängung wären die Schiffe größer gewesen als die drei ersten Einheiten. Daten: U-Jagdfähigkeit (Bordhubschrauber, Torpedos, Rumpfsonar), 16 Harpoon FK, VLS Mk-41 (32 Zellen), Phased-Array-Radar.
Allerdings wurde das Projekt Saʿar-5-II im Jahr 2003 abgebrochen. Stattdessen sollten im Rahmen der US-Militärhilfen an Israel zwei Einheiten einer speziellen Variante der amerikanischen Freedom-Klasse beschafft werden. Diese Planungen wurden jedoch zugunsten der Saʿar-6-Klasse aufgegeben.

### Einsatz
Am 14. Juli 2006 wurde die INS Hanit während des Libanonkriegs 2006 vor Beirut von Booten der Hisbollah angegriffen. Vermutlich eine C-802-Noor-Lenkwaffe chinesischer Bauart traf das Schiff. Die INS Hanit brannte mehrere Stunden und war zeitweise manövrierunfähig. Vier Besatzungsmitglieder starben.
Zum Zeitpunkt des Treffers soll das Raketenabwehrsystem des Schiffes abgeschaltet gewesen sein, da nicht bekannt war, dass derartige Waffen im Libanon vorhanden waren. Man befürchtete die Gefährdung eigener Flugzeuge.

## Einheiten
Das Kürzel אח״י AChI steht für die Bezeichnung אֳנִיַּת חֵיל הַיָּם Ånijjat Chejl haJam (AChI), was soviel bedeutet wie Marineschiff (wörtlich Schiff des Korps der See). 
| Kennung | Name                                      | Bauwerft                         | Kiellegung         | Stapellauf      | Indienststellung   |
| ------- | ----------------------------------------- | -------------------------------- | ------------------ | --------------- | ------------------ |
| 501     | INS Eilat (אח״י אֵילַת AChI Eilat)          | Ingalls Shipbuilding, Pascagoula | 24. Februar 1992   | 9. Februar 1993 | 24. Mai 1994       |
| 502     | INS Lahav (אח״י לַהַב AChI Lahav ‚Klinge‘)  | Ingalls Shipbuilding, Pascagoula | 25. September 1992 | 28. August 1993 | 23. September 1994 |
| 503     | INS Hanit (אח״י חֲנִית AChI Chanīt ‚Lanze‘) | Ingalls Shipbuilding, Pascagoula | 5. April 1993      | 4. Mai 1994     | 7. Februar 1995    |

## Technische Daten
Die Schiffe sind mit modernem Radar zur Luft- und Raketenabwehr ausgerüstet.

### Sensoren
- Suchradar – Elta EL/M-2218S
- Feuerleitradar – Elta EL/M-2221
- Sonar – Type 796 Rumpf Rafael (Towed Array Sonar)

### Täuschkörper
- Täuschkörpersystem AN/SLQ-25 Nixie
- Elisra NS-9003A/9005

### Elektronische Gegenmaßnahmen
- RAFAEL Störer

### Kommunikationssysteme
- Elbit NTCCS

### Hubschrauber

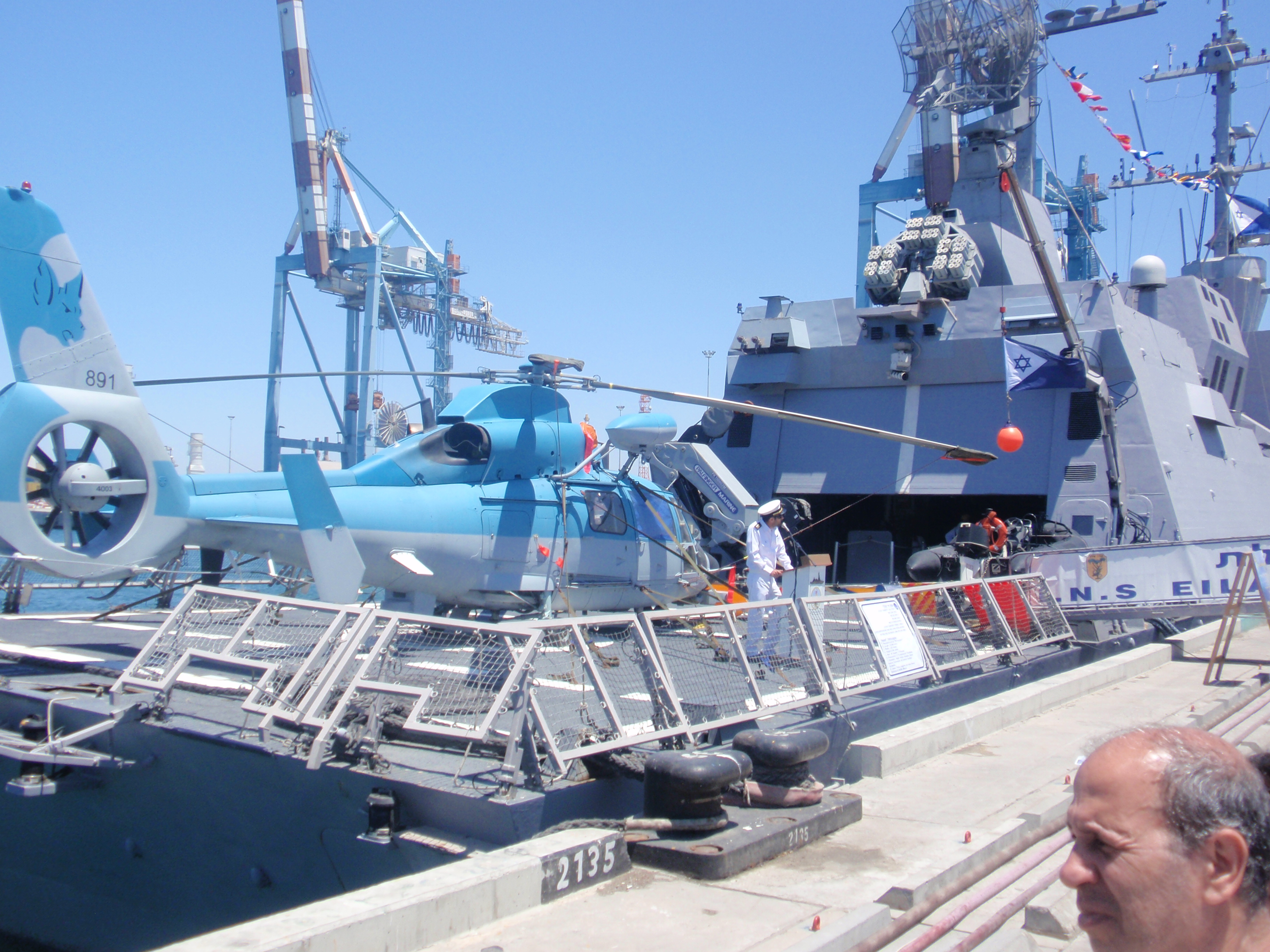
Eine AS 565 Atalef der 193. Staffel der IAF vom Militärflugplatz Ramat David als Bordhubschrauber der „INS Eilat“ am Unabhängigkeitstag 2011 im Hafen von Aschdod

Schiffe der Saʿar-5-Klasse haben eine Kapazität für zwei ASW-Hubschrauber. Auf den Schiffen sind derzeit ausschließlich Hubschrauber der Typen Aérospatiale HH-65A „Dolphin“ und Eurocopter AS.565MA „Atalef“ der Israelischen Luftwaffe (IAF) im Einsatz, auch wenn von der Größe der Landedecks und des Hangars her größere Hubschrauber wie der Kaman SH-2F oder der Sikorsky S-76N Platz fänden.

### Bewaffnung
- 8 × AGM-84 Harpoon, Anti-Schiff-Lenkwaffen
- 8 × Gabriel-SSN-Lenkwaffen (werden vorerst wegen zu großer Topplastigkeit nicht installiert)
- 2 × Barak-1 SAM VLS-Starter mit je 32 Zellen
- 1 × 20-mm-Phalanx-CIWS Mk.15
- 2 × Mk.32-Torpedo-Starter (6 Rohre)